# Gerolamo Cardano
Gerolamo Cardano (latinul: Hieronymus Cardanus), (Pavia, 1501. szeptember 24. – Róma, 1576. szeptember 21.) olasz származású polihisztor; matematikus, orvos, biológus, fizikus, vegyész, asztrológus, csillagász, filozófus, okkultista, író és szerencsejátékos. 
A reneszánsz egyik legbefolyásosabb matematikusa, a valószínűségszámítás egyik kulcsfigurája, valamint a binomiális együtthatók és a binomiális tétel legkorábbi bevezetője a nyugati világban. Több mint kétszáz művet írt a matematika, az orvostudomány, a fizika, a filozófia, a vallás, a zene területén.

## Életpályája

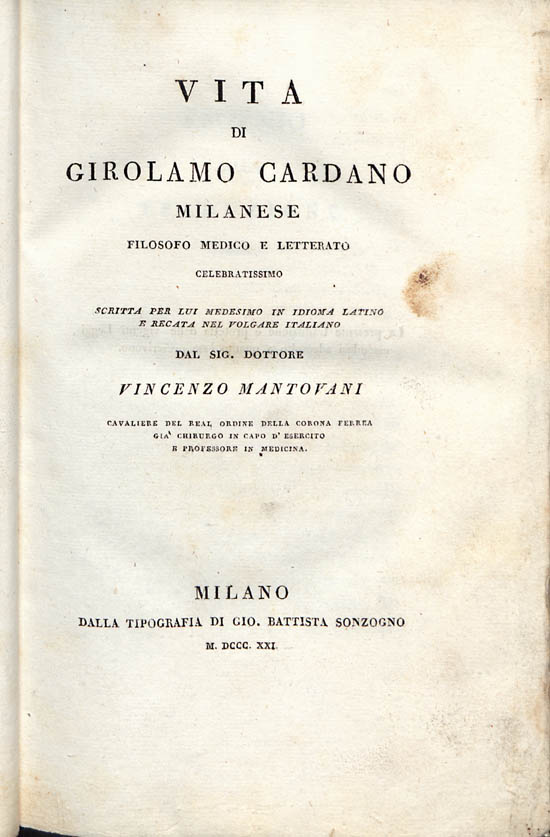
De propria vita, 1821

Fazio Cardano és Chiara Micheria házasságon kívül született gyermeke. Apja ügyvéd volt, de a matematikában is annyira jártas volt, hogy Leonardo da Vinci is kikérte a véleményét geometriai kérdésekben. Ügyvédi tevékenysége mellett előadásokat tartott a geometriáról a paviai egyetemen, illetve később Milánóban. Ötvenes éveiben járt, amikor találkozott a húsz évvel fiatalabb, háromgyermekes özvegy Chiarával. A Milánót fenyegető pestis elől Fazio vagyonos barátaihoz Paviába menekültek, itt született meg Cardano, anyjának azonban mindhárom korábbi gyermeke a járvány áldozatául esett. Szülei később összeházasodtak.
Az ifjú Cardano apja mellett dolgozott, de beteges alkata miatt segítségre volt szüksége. Egyébként is tudományos pályára kívánkozott. Felvették a paviai egyetemre, ahol – apja ugyan ügyvédnek szánta – orvosnak tanult. Nem sokkal ezután édesapja meghalt. Annak ellenére, hogy Cardanót túlzott őszintesége és kritikussága miatt nem szerették, rektorrá választották.
Szerény apai örökségét szerencsejátékokkal próbálta szaporítani. Mivel tisztában volt a valószínűség fogalmával, rendszerint többet nyert mint veszített. Egy alkalommal azt hitte, hogy csaltak vele szemben ezért késsel megvágta az egyik ellenfele arcát. Idővel rabjává vált a játékszenvedélynek, ami rengeteg időbe és pénzbe került, és csökkentette megbecsültségét.
1525-ben megszerezte az orvosi doktorátusát, majd jelentkezett a milánói orvoskollégiumba. Ismerve Cardano kellemetlen személyiségét, törvénytelen születését használva ürügyként, elutasították kérelmét. Egy szomszédos faluban nem túl sikeres orvosi praxist alakított ki és 1531-ben megnősült. Ismét megpróbálkozott az orvoskollégiumnál, de újból elutasították. Mivel nem tudta eltartani családját, ismét a szerencsejátékokhoz fordult. Odáig jutott, hogy el kellett adnia felesége ékszereit és néhány bútorukat, majd szegényházba került.
Később szerencséjére megkapta édesapja korábbi állását és matematikát adhatott elő Milánóban, emellett, noha nem volt tagja az orvoskollégiumnak, gyógyított is. Néhány csodaszámba menő gyógyulást követően tekintélye megnőtt, végül 1539-ben a kollégium is befogadta. Ekkor kezdődött Cardano igazi karrierje, nem csak a matematikában, hanem az orvostudományban, csillagászatban, filozófiában, teológiában is.
Ekkor kezdett el foglalkozni a harmad- és negyedfokú egyenletek megoldhatóságával. A ma Cardano-képlet néven ismeretes képletet ugyan nem ő fedezte fel, hanem Niccolò Tartaglia árulta el neki, de ő tette közzé fő művében, az Ars Magna című könyvben (1545). Szintén ebben a könyvben jelent meg az a módszer is, amelynek segítségével az általános negyedfokú egyenletet harmadfokúra lehet redukálni. Noha nem bírta felfogni a komplex számokat, műveleteket végzett velük.
Vezető, elismert tudóssá vált és az orvoskollégium rektorrá avatta. Amikor a Skóciában a St. Andrews-i Hamilton érsek már hosszú ideje betegeskedett és a francia király, illetve a német császár udvari orvosai nem tudták meggyógyítani, Cardanóért küldettek. Cardano élt a lehetőséggel, és sikeresen meggyógyította a püspököt, melynek fejében kétezer arannyal jutalmazták.
Egyik fiának, Giambattistának felesége pénzsóvár és méltatlan gondolkodású nő volt. A helyzet odáig fajult, hogy Giambattista megmérgezte feleségét. Később mindent bevallott, halálra ítélték és kivégezték. Ez olyan csapás volt, amit Cardano sohasem hevert ki igazán. Másik fia, Aldo, apja szenvedélyét örökölve, szerencsejátékon hatalmas összegeket vesztett. Ezt kénytelen volt úgy fedezni, hogy betört édesapjához, aki feladta a hatóságoknál és száműzték. Harmadik gyermeke prostituáltként szifiliszben halt meg. Ez arra sarkallta Cardanót, hogy tanulmányt írjon a betegségről.
1570-ben maga Cardano is börtönbe került eretnekség vádjával, ugyanis elkészítette Krisztus horoszkópját. Mivel egyéb ügyekben támogatta az egyházat nem büntették meg súlyosan. Néhány hónap múlva elengedték, de az egyetemi katedrára nem térhetett vissza. Szabadulásakor Rómába utazott, ahol XIII. Gergely pápa megbocsájtott és nyugdíjat adott neki.
Idős korában megírta magyarul is olvasható önéletrajzát De vita propria liber címen, amelyben főleg orvosi munkásságát részletezte.
Tíz évvel halála előtt megjósolta annak időpontját. Mivel a megjelölt napon teljesen egészségesen ébredt, öngyilkos lett, hogy asztrológusi hírnevét megőrizze; egyes vélemények szerint azonban ez csak rosszindulatú legenda.

## Tudományos munkássága
Az algebra mellett Cardanónak fontos felfedezései voltak a hidrodinamikában, mechanikában, valószínűségszámításban, geológiában. A Liber de Ludo Aleo című könyve, amelyet 1563 körül írt, de csak 1663-ban jelent meg, az egyik első próbálkozás a valószínűségszámítás területén. A finom anyagokról írott műve a 17. századi Franciaországban alapvető statikai és hidrosztatikai tankönyv volt.
Az ő nevéhez kötik a róla elnevezett kardántengelyt, a megoldást más mechanikai kapcsolatokban (például gépkocsik meghajtótengelye) széles körben használják. Az elvét azonban már az ókorban ismerték, megjelenik Leonardo da Vinci egyik rajzán is.
Filozófiai és etikai művei hosszú időn át népszerűek voltak; A vigasztalásról címűt angol nyelvre is lefordították.

## További irodalom
- Anthony Grafton: Cardano's Cosmos The Worlds and Works of a Renaissance Astrologer Harvard University Press, 2000
- Gerolamo Cerdano: Életem Gondolat, Budapest, 2014. 280 oldal.ISBN 9789636935177
- Birtalan Győzőː Gerolamo Cerdano életrajzáról Inː Palla Ákos szerk.: Az Országos Orvostörténeti Könyvtár közleményei 17. (Budapest, 1960), 133-150. Online elérhető[halott link]
- Bobory Dóraː Gerolamo Cerdano, a mágia tudósa, a tudomány mágusa. Inː Iskolakultúra, 2003. 1. szám. Online elérhető
- Bobory Dóraː Egy élet torz tükre. Recenzió Gerolamo Cardano életrajzáról. Inː BUKSZ, 2016 01-02. Online elérhető